# كانجيرسوك (كيبك)
كانجيرسوك (بالإنجليزية: Kangirsuk)‏ هي بلدة تقع في كندا في كيبك. يقدر عدد سكانها بـ 549 نسمة ومساحتها 59.70 كم2 .

## المناخ
يظهر الجدول التالي التغييرات المناخية على مدار السنة لكانجيرسوك:
| الشهر                             | يناير         | فبراير        | مارس         | أبريل       | مايو        | يونيو      | يوليو       | أغسطس       | سبتمبر     | أكتوبر      | نوفمبر       | ديسمبر       | المعدل السنوي |
| --------------------------------- | ------------- | ------------- | ------------ | ----------- | ----------- | ---------- | ----------- | ----------- | ---------- | ----------- | ------------ | ------------ | ------------- |
| متوسط درجة الحرارة الكبرى °م (°ف) | −18.5 (−1.3)  | −18.6 (−1.5)  | −13.9 (7.0)  | −6.1 (21.0) | 1.5 (34.7)  | 7.3 (45.1) | 12.1 (53.8) | 11.5 (52.7) | 7.2 (45.0) | 1.2 (34.2)  | −4.5 (23.9)  | −12.7 (9.1)  | −2.8 (27.0)   |
| متوسط درجة الحرارة الصغرى °م (°ف) | −26.4 (−15.5) | −26.7 (−16.1) | −22.0 (−7.6) | −14.2 (6.4) | −4.8 (23.4) | 0.2 (32.4) | 3.4 (38.1)  | 3.6 (38.5)  | 0.8 (33.4) | −3.9 (25.0) | −10.8 (12.6) | −20.0 (−4.0) | −10.1 (13.9)  |
| الهطول مم (إنش)                   | 21 (0.8)      | 19 (0.7)      | 19 (0.7)     | 17 (0.7)    | 22 (0.9)    | 39 (1.5)   | 47 (1.9)    | 57 (2.2)    | 43 (1.7)   | 37 (1.5)    | 34 (1.3)     | 25 (1.0)     | 380 (14.9)    |
| [بحاجة لمصدر]                     |               |               |              |             |             |            |             |             |            |             |              |              |               |